# Eragrostis boriana
Eragrostis boriana  (лат.) — вид однодольных растений рода Полевичка (Eragrostis) семейства Злаки (Poaceae). Впервые описан немецким ботаником Георгом Оскаром Эдмундом Лаунертом в 1964 году.

## Распространение
Эндемик Ирака.

## Ботаническое описание
Терофит.
Однолетнее растение. Стебель 40—50 см длиной.
Соцветие — метёлка длиной 10—25 см. Колоски продолговатые, одиночные, с 5—8 цветками.
Плод — зерновка.